# Чулпан (Єрмекеєвський район)
Чулпа́н (рос. Чулпан, башк. Сулпан) — присілок у складі Єрмекеєвського району Башкортостану, Росія. Входить до складу Тарказинської сільської ради.
Населення — 12 осіб (2010; 34 в 2002).
Національний склад:
- татари — 56 %
- башкири — 38 %